# والریا جانگوتینی
والریا جانگوتینی (ایتالیایی: Valeria Ciangottini؛ زادهٔ ۶ اوت ۱۹۴۵) بازیگر اهل ایتالیا است.
از فیلم‌هایی که وی در آن نقش داشته‌است، می‌توان به ارثیه مرگبار، زندگی شیرین، دن کامیلو: عالی‌جناب و خاطرات خانواده اشاره کرد.